# Antonio Calmon
Antonio Calmon (Manaus, 29 ottobre 1945) è un regista e sceneggiatore brasiliano.

## Biografia
Assistente alla regia per molti maestri del Cinema Novo a partire dal 1966, Calmon ha diretto per la prima volta da solo una pellicola nel 1970, O Capitão Bandeira contra o Dr. Moura Brasil, curandone anche la sceneggiatura. Il grande successo al botteghino è però arrivato con la cosiddetta "trilogia del surf": Nos Embalos de Ipanema (1979), Menino do Rio (1982) e Garota Dourada (1984). Dal 1989 Calmon è anche stato sceneggiatore di telenovelas e di miniserie per Rede Globo, nonché di film diretti da altri, come O Quatrilho - Il quadriglio e Tieta do Brasil.

## Filmografia

### Regista

#### Cinema
- Paranóia (1977)
- Revólver de Brinquedo (1977)
- Eu Matei Lúcio Flávio (1979)

### Regista e sceneggiatore

#### Cinema
- O Capitão Bandeira Contra o Dr. Moura Brasil (1971)
- Gente Fina É Outra Coisa (1977)
- O Bom Marido (1978)
- Nos Embalos de Ipanema (1978)
- Terror e Êxtase (1979)
- O Torturador (1981)
- A Mulher Sensual (1981)
- Menino do Rio (1982)
- Garota Dourada (1984)

### Sceneggiatore

#### Cinema
- Pindorama, regia di Arnaldo Jabor (1970)
- A Carne, regia di J. Marreco (1975)
- Gordos e Magros, regia di Mário Carneiro (1976)
- Aventuras de um Paraíba, regia di Marco Altberg (1982)
- Além da Paixão, regia di Bruno Barreto (1986)
- Super Xuxa Contra o Baixo Astral, regia di Anna Penido e David Sonnenschein (1988)
- Dedé Mamata, regia di Rodolfo Brandão e Tereza Gonzalez (1988)
- Dias Melhores Virão, regia di Carlos Diegues (1989)
- O Quatrilho - Il quadriglio (O Quatrilho), regia di Fábio Barreto (1995)
- Tieta do Brasil (Tieta do Agreste), regia di Carlos Diegues (1996)

#### Telenovelas
- Top Model – serie TV, 197 episodi (1989-1990)
- A, E, I, O... Urca – serie TV, 13 episodi (1990)
- Vamp – serie TV, 178 episodi (1991-1992)
- Sex Appeal (1993)
- Olho no Olho – serie TV, 185 episodi (1993-1994)
- Cara & Coroa – serie TV, 213 episodi (1995-1996)
- A Justiceira – serie TV, 4 episodi (1997)
- Mulher – serie TV, 2 episodi (1997-1998)
- Corpo Dourado – serie TV, 191 episodi (1998)
- Um Anjo Caiu do Céu – serie TV, 185 episodi (2001)
- O Beijo do Vampiro – serie TV, 215 episodi (2002-2003)
- Começar de Novo – serie TV, 196 episodi (2004-2005)
- Três Irmãs – serie TV, episodi 1x1-1x179 (2008-2009)
- Na Forma da Lei – serie TV, 7 episodi (2010)